# Платонов, Игнат Козьмич
Игнат Козьмич Платонов (ок. 1825 —) — рыбопромышленник, купец 1-й гильдии, гласный городской думы, меценат. Платоновский лес и Платоновские пруды в Туле были названы по фамилии Игната Платонова.

## Биография
Игнат Козьмич Платонов происходил от крапивенских мещан. В 1851 году, когда ему было 26 лет, он вместе со своей семьей — женой и детьми — был причислен к тульскому купечеству. 25 февраля 1851 года его причислили к купцам 3-й гильдии, так как он обладал капиталом в 2400 рублей серебром. С этих денег он должен был заплатить 12 рублей за земские повинности, 18 рублей на квартирную повинность, 6 рублей на устройство присутственных мест и тюрем. Он стал купцом 2-й гильдии, а за какое-то время стал числиться уже в купцах 1-й гильдии.
В 1864 году в Туле открылась лечебница для приходящих больных и Игнатий Козьмич выделял деньги на содержание этого учреждения. Также Игнат Платонов помогал дому призрения бедных в Туле и обществу «Милосердие».
Игнат Платонов был казначеем, почётным членом Николаевского детского приюта. В 1870-х годах — 1890-х годах был гласным Тульской городской думы.
У Игната Козьмича были дети — сыновья Константин и Владимир. Все они были действительными членами общества «Милосердие». Игнат Платонов два срока подряд был церковным старостой Кафедрального собора Тулы. С 1857 по 1865 год был церковным старостой при церкви Сретения. Игнат Платонов пожертвовал этому храму 11 400 рублей. А Успенскому собору в кремле пожертвовал 30 000 рублей на проведение ремонтных работ. Он финансово помог осуществить покраску зимнего Богоявленского собора в Кремле. Общая сумма его пожертвований храмам составила 128 тысяч рублей.
Игнат Платонов был членом Тульского Купеческого Общества. Был награжден орденом Станислава 3-й степени. В 1888 году Игнат Платонов стал потомственным почётным гражданином.
В доме, который принадлежал И. К. Платонову, находилось Тульское купеческое общество и городская Дума. Рядом находился рыбный магазин Платонова, в котором можно было купить астраханскую рыбу, карпа, форель. В магазине были аквариумы с живой рыбой. Также в доме находилась библиотека купеческого общества.
Игнат Кузьмич Платонов активно занимался благотворительностью. Он сделал весомое пожертвование городской лечебнице Общества тульских врачей. Он построил дом на углу улицы Каминского и Центрального переулка. В 1889 году он передал дом Обществу тульских врачей. Он же стал почётным попечителем лечебницы. Также в его собственности были дома по улице Менделеевской, 2 и Менделеевской, 4.
В 1902 году был открыт торговый дом «Игнатий Козьмич Платонов с сыновьями».
Константин Игнатьевич Платонов продолжил дело своего отца Игната Платонова. Он купил землю, создал там пруды и разводил рыбу на продажу. Эти пруды так и называются Платоновскими, есть также Платоновский лес. После революции 1917 года, вылов рыбы в прудах, и совершение торговых сделок было прекращено.
Константину Платонову принадлежал дом № 21 на проспекте Ленина. Константин Платонов был членом Тульского общества поощрения коневодства. Благодаря ему появились новые породы лошадей, к которым был интерес даже у иностранных покупателей.